# De soldaat en het lachende meisje
De soldaat en het lachende meisje is een schilderij van de Hollandse meester Johannes Vermeer. Vermeer schilderde dit werk tussen 1655 en 1660.

## Het werk
Voorstelling
Vermeer schilderde een gezellig tafereel: een soldaat en een meisje zitten aan een tafeltje. De soldaat is enkel van achteren te zien. Het meisje heeft een glas in haar hand en lacht hem toe. Aan de achterwand hangt een kaart, die zeer gedetailleerd uitgewerkt is. Het buitenlicht komt van links, door een raam dat open staat.
Vermeer speelt in het werk met licht: de soldaat is weinig belicht, terwijl het meisje in het licht baadt. Doordat de man veel groter is afgebeeld dan het meisje lijkt het alsof wij, toeschouwer, dichtbij staan.
Details
De wandkaart is van de gewesten van Holland en West-Friesland. De kaart is, ten opzichte van de huidige kaarten, een kwartslag gedraaid. Het land is blauw; de Noordzee (bovenin) en de Zuyderzee (rechtsonder) zijn beige. 
Beide personen zitten op 'Spaanse leren stoelen' met zitkussens. Spaanse stoelen werden kwamen niet uit Spanje, maar werden door Spaanse stoelenmakers in ons land gemaakt. Zowel stoelen als zitkussens zijn in de inventaris van Vermeer na zijn overlijden aangetroffen.
Perspectief
Het schilderij is zorgvuldig opgebouwd. De 'horizon' van het schilderij loopt ter hoogte van de ogen van het lachende meisje. Het punt waar alle perspectieflijnen bij elkaar komen, het centraal verdwijnpunt, ligt vlak onder de rand van de hoed. Ter plekke van het centraal verdwijnpunt is in het doek een speldenprik gevonden.

## Typisch Vermeer
Vermeer had enkele vaak terugkerende kenmerken binnen zijn werken. Ook de soldaat en het lachend meisje heeft van die typische kenmerken. Enkele voorbeelden:
- Dit werk werd geschilderd met olieverf op doek. Tijdens heel zijn carrière zou Vermeer slechts 2 maal van deze techniek afwijken: bij Meisje met de rode hoed en Meisje met de fluit schilderde hij op hout.
- Het licht valt aan de linkerkant van het schilderij binnen. Dit is onder andere ook het geval bij Het melkmeisje, De muziekles, De geograaf, enz.
- Het gaat zeer vaak om huiselijke taferelen: Vermeer vond dat er niet uitsluitend religieuze thema’s moesten behandeld worden binnen de kunst, ook eigentijdse onderwerpen moesten afgebeeld worden.

Diana en haar nimfen · Christus in het huis van Martha en Maria · De koppelaarster · Slapend meisje · Brieflezend meisje bij het venster · Het straatje · De soldaat en het lachende meisje · Het melkmeisje · Het glas wijn · Dame en twee heren · Onderbreking van de muziek · Gezicht op Delft · De muziekles · Brieflezende vrouw in het blauw · Vrouw met weegschaal · Vrouw met waterkan · De luitspeelster · Vrouw met parelsnoer · Schrijvende vrouw in het geel · Meisje met de rode hoed · Meisje met de parel · Het concert · Allegorie op de schilderkunst · Meisjeskopje · Dame en dienstbode · De astronoom · De geograaf · De kantwerkster · De liefdesbrief · De gitaarspeelster · Schrijvende vrouw met dienstbode · Allegorie op het geloof · Staande virginaalspeelster · Zittende virginaalspeelster
Omstreden toeschrijvingen: Sint Praxedis · Zittende vrouw aan het virginaal · Meisje met de fluit